# Spilosoma distincta
Spilosoma distincta là một loài bướm đêm thuộc phân họ Arctiinae, họ Erebidae.